# Željko Sopić
Željko Sopić, né le 26 juillet 1974, est un entraîneur de football professionnel croate et un ancien joueur.

## Carrière en club
Sopić commence sa carrière professionnelle au NK Zagreb en 1994 et passe quatre ans dans l'équipe première du club avant de partir pour le Borussia Mönchengladbach en Bundesliga en 1998. Il fait 23 apparitions et marque deux buts lors de sa seule saison en première division allemande. Il a ensuite passé une autre saison avec Mönchengladbach en 2e Bundesliga, après la relégation de la première division en 1999, avant de rejoindre les rivaux du championnat, LR Ahlen, à l'été 2000. Il a joué pour Ahlen jusqu'en 2005, portant son palmarès en 2. Bundesliga à 155 apparitions et 21 buts. Il est ensuite retourné au NK Zagreb pour la saison 2005-2006, avant de rejoindre le NK Slaven Belupo à l'été 2006. En 2008, il est revenu à Zagreb, mais il a joué pour le NK Lokomotiva Zagreb dans la première ligue croate de football.

## Carrière internationale
Il a également obtenu deux sélections avec l'équipe nationale croate B, contre la Roumanie en 1998 et la France en 1999.

## Carrière d'entraîneur
Sopić a commencé en tant qu'entraineur avec le NK Rudeš en 2012. Il a dirigé un club jusqu'en 2015, et en 2016, il a été nommé entraîneur intérimaire du Dinamo Zagreb, après le départ de Zoran Mamić. Avant cela, Sopić a travaillé en tant qu'entraîneur pour le Dinamo Zagreb II dans la deuxième ligue croate de football, et après en tant qu'entraîneur adjoint d'Ivaylo Petev au Dinamo Zagreb. Le 30 janvier 2017, Sopić est devenu l'assistant de Zoran Mamić à Al-Ain, mais deux ans plus tard, le 30 janvier 2019, Mamić a quitté Al-Ain et Sopić est devenu l'entraîneur du club.
Le 26 novembre, Sabah annonce la nomination de Sopić pour un contrat de 18 mois. Il est nommé entraîneur de Gorica en novembre 2022, en remplacement d'Igor Angelovski.
- NK Rudeš : juil. 2014-sep. 2015
- Sabah FC : nov. 2019-juil. 2020
- HNK Gorica : nov. 2022-août 2023
- HNK Rijeka : août 2023-août 2024
- Widzew Łódź : depuis mars 2025

## Vie personnelle
Sopić est le père du footballeur d'origine allemande Leon Sopić.